# 含章湖
含章湖是位于中国辽宁省大辽河入海口的一片湖泊。湖区总面积约为10平方公里，平均水深为6.0米。

## 气候
湖泊地处北温带，受到温带大陆性半湿润季风气候的影响，全年降水较少且主要集中在夏季，而全年大风频繁，主导风向为西南风和西北风。湖泊大约在每年12月初开始结冰，直至翌年3月开始消融，完全融化则在3月中旬完成。

## 生态环境
含章湖受到人类活动干扰强烈，尤其是生活污水排放，已属于典型的富营养化湖泊。